# فيليب ميشيل
فيليب ميشيل (بالفرنسية: Philippe Michel)‏ هو رياضياتي فرنسي، ولد في 23 يناير 1969 في ليون في فرنسا.